# 톰 킬번

톰 킬번(Tom Kilburn CBE FRS, 1921년 8월 11일 ~ 2001년 1월 17일)은 영국의 수학자이자 컴퓨터 과학자이다. 생산적인 30년의 경력 동안 그는 역사적으로 매우 중요한 다섯 대의 컴퓨터 개발에 참여했다. Freddie Williams와 함께 그는 윌리엄스-킬번 관와 세계 최초의 전자 저장 프로그램 컴퓨터인 Manchester Baby 에 대해 작업했으며 맨체스터 대학교에서 일했다. 그의 작업은 맨체스터와 영국을 컴퓨터 과학의 신흥 분야에서 최전선으로 이끌었다.
캠브리지 소재 시드니 서섹스 칼리지(Sidney Sussex College)를 졸업한 킬번은 제2차 세계 대전 중 프레드릭 캘런드 윌리엄스( Frederic Calland Williams ) 휘하의 맬버른에 있는 TRE( 통신 연구 시설 )에서 레이더 연구를 수행했다. 전쟁이 끝난 후 그는 Williams에 의해 맨체스터 대학에서 컴퓨터 개발 작업을 하도록 모집되었다.

## 어린 시절과 교육
톰 킬번은 1921년 8월 11일 요크셔 주 듀스버리에서 양모 공장 점원이자 나중에 회사 비서가 된 존 윌리엄 킬번과 그의 아내 아이비 모티머의 외아들로 태어났다. 1932년부터 1940년까지  그는 Wheelwright Grammar School for Boys 에 다녔으며, 그곳에서 교장은 수학에 대한 그의 적성을 격려했다.  그는 또한 스포츠, 특히 달리기를 했다.
1940년 킬번은 케임브리지의 시드니 서섹스 칼리지(Sidney Sussex College) 에 주 장학금, 카운티 메이저 장학금 및 부전공 공개 장학금을 받고  입학하여 수학을 공부했다. 많은 대학 돈 이 Bletchley Park와 같은 장소에서 전쟁 작업을 수행하지 않았지만 케임브리지 대학은 활발한 수학적 커뮤니티를 유지했으며 킬번은 캠브리지 대학 수학 협회의 파벌인 New Pythagoreans 의 Sidney Sussex College 대표가 되었다. 회원 중에는 Welchman 과 Geoff Tootill 이 있다. 제2차 세계대전의 발발로 과정이 2년으로 단축되었고, 그는 1942년 수학 삼각법 1부에서 1급 우등으로 졸업하고 2부 예비 시험에서 졸업했다.

## 경력 및 연구
졸업과 동시에 킬번은 C. P. 스노에 의해 채용되었다. 그는 전자공학에 대한 빠른 과정을 받았고, Malvern 의 TRE(Telecommunications Research Establishment )에 배치되어 Frederic Calland Williams 의 그룹 19에서 레이더 작업을 수행했다. 이 그룹은 전자 회로 설계 및 디버깅을 담당했다. Williams는 실제 경험이 거의 없는 사람에게 주어진 것에 처음에는 실망했지만 킬번은 팀의 소중한 일원이 되었다.  1943년 8월 14일 그는 점원인 Irene Marsden과 결혼했다. 그들은 계속해서 아들 John과 딸 Anne을 키웠다.
킬번의 전시 작업은 어떤 형태의 전자 컴퓨터에 대한 그의 열정에 영감을 주었다. 그 당시 그러한 개발에 대한 주요 기술 장벽은 데이터 및 지침을 위한 실용적인 저장 수단의 부족이었다. 1946년 7월에 킬번과 Williams는 Williams-킬번 관 이라고 하는 음극선관(CRT)을 기반으로 한 저장 장치를 공동으로 개발했다. 1946년에 특허가 출원되었다.  처음에는 단일 비트를 저장하는 데 사용했다. CRT 이미지는 곧 흐려지므로 지속적으로 읽고 새로 고침하여 데이터를 영구적으로 효과적으로 저장하는 방식을 고안했다. 1947년 12월까지 그들은 하나 6 인치 (150 mm) 비트)에 2,048비트를 저장할 수 있었다. 직경 CRT.
1946년 12월, Williams는 맨체스터 대학의 Edward Stocks Massey 전기 공학 학과장을 맡았고 Malvern에서 파견된 킬번을 모집했다.  두 사람은 저장 기술을 개발했으며 1948년 킬번은 1948년 6월 21일 프로그램을 실행하는 최초의 저장 프로그램 컴퓨터가 된 Manchester Baby 를 구성하는 데 실용적인 테스트를 거쳤다  그는 맨체스터에서 연구하여 1948년에 박사 학위를 받았고 Williams의 감독하에 바이너리 디지털 컴퓨팅 기계와 함께 사용하기 위한 저장 시스템에 대한 논문을 작성했다.
킬번은 Malvern으로 돌아갈 것으로 예상했지만 Williams는 세계 최초의 상업용 컴퓨터인 Ferranti Mark 1을 개발하는 대학의 공동 프로젝트에 계속 참여하도록 그를 설득했다.   막스 뉴먼은 이 시점에서 컴퓨터 개발에는 수학자가 아니라 엔지니어가 필요하다고 생각하여 프로젝트에서 물러났지만 Williams는 전자 공학으로 돌아가는 것을 선호하여 킬번이 책임자로 남게 되었다.  그는 1948년 맨체스터에 도착한 앨런 튜링의 도움을 받았다   Mark I은 인덱스 레지스터 와 같은 혁신을 통합하고 CRT와 마그네틱 드럼 스토리지를 결합했다.   1951년에서 1957년 사이에 9대의 Mark I 컴퓨터가 판매되었다.

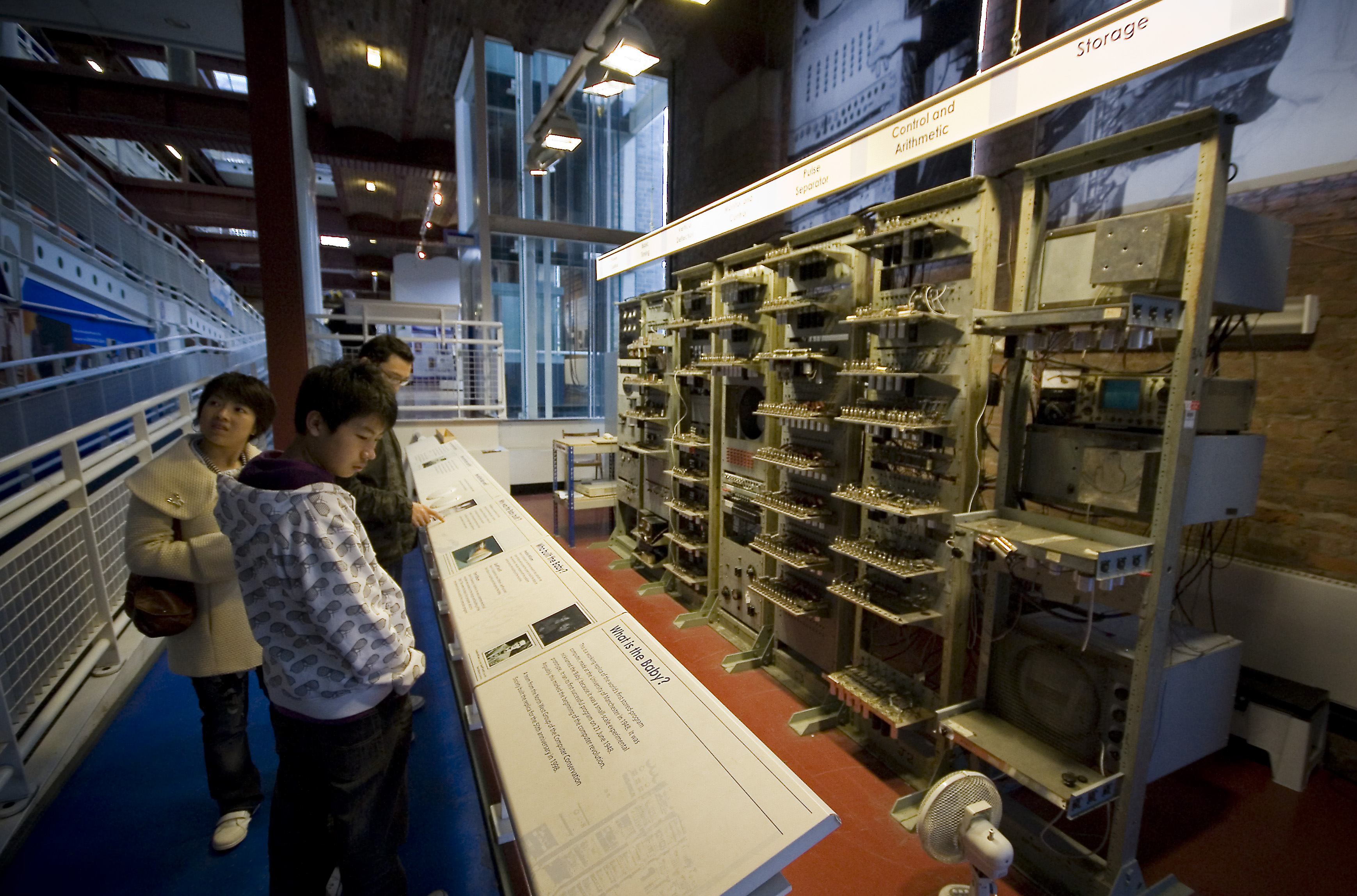
맨체스터 과학 산업 박물관의 아기 복제품

이후 30년 동안 킬번은 혁신적인 Manchester 컴퓨터 의 연속 개발을 주도했다.  1951년에 시작된 첫 번째는 진공관 다이오드를 솔리드 스테이트 다이오드로 대체한 메가사이클 기계 또는 메가로 알려진 Mark I의 개발이었다. 이것은 클록 속도의 크기 증가를 허용했다. 속도를 더하기 위해 킬번은 10비트 병렬 CRT 메모리를 제공했다.  또한 부동 소수점 연산 기능을 갖춘 최초의 컴퓨터는 아니더라도 최초의 컴퓨터 중 하나였다.  1954년 처음 가동된 메그는 19대를 페란티가 '머큐리'라는 이름으로 판매했고 그 중 6대가 해외 고객에게 판매됐다.
킬번이 Meg에서 작업하는 한 디자인 팀을 이끄는 동안 그는 Dick Grimsdale 및 Douglas Webb와 함께 컴퓨터 디자인의 다음 단계가 될 것이라고 믿는 연구 프로젝트에서 다른 디자인 팀을 이끌었다. 바로 트랜지스터의 사용이다. 그들이 1953년 11월에 완성한 48비트 기계는 550개의 다이오드와 92개의 트랜지스터가 있는 세계 최초의 트랜지스터 컴퓨터였으며 STC에서 제조했다. 1955년 4월에 완성된 개선된 버전에는 1,300개의 다이오드와 200개의 트랜지스터가 포함되어 있으며 Metropolitan-Vickers에서 Metrovick 950으로 판매했다.
Atlas로 알려진 킬번의 다음 프로젝트는 기존 기술과 새로운 기술을 최대한 활용하여 빠른 컴퓨터를 만드는 것을 목표로 했다. 이 프로젝트는 Ferranti와 국립 연구 개발 공사( National Research Development Corporation )의 300,000파운드 보조금이 지원했다.  "멀티프로그래밍, 작업 스케줄링, 스풀링, 인터럽트, 파이프라이닝, 인터리브 스토리지, 자동 전송 장치, 가상 스토리지 및 페이징 - 이러한 기술 중 어느 것도 1956년에 프로젝트가 시작되었을 때 발명되지 않았지만"과 같은 수많은 기술과 기술을 통합했다.  다른 혁신에는 읽기 전용 메모리와 컴파일러 컴파일러가 포함된다.  가장 큰 혁신은 가상 메모리 로 드럼 스토리지를 마치 코어처럼 취급할 수 있게 해주었다.   그 중 3개는 맨체스터 대학교, 런던 대학교 및 러더퍼드 연구소 에 건설 및 설치되었다.

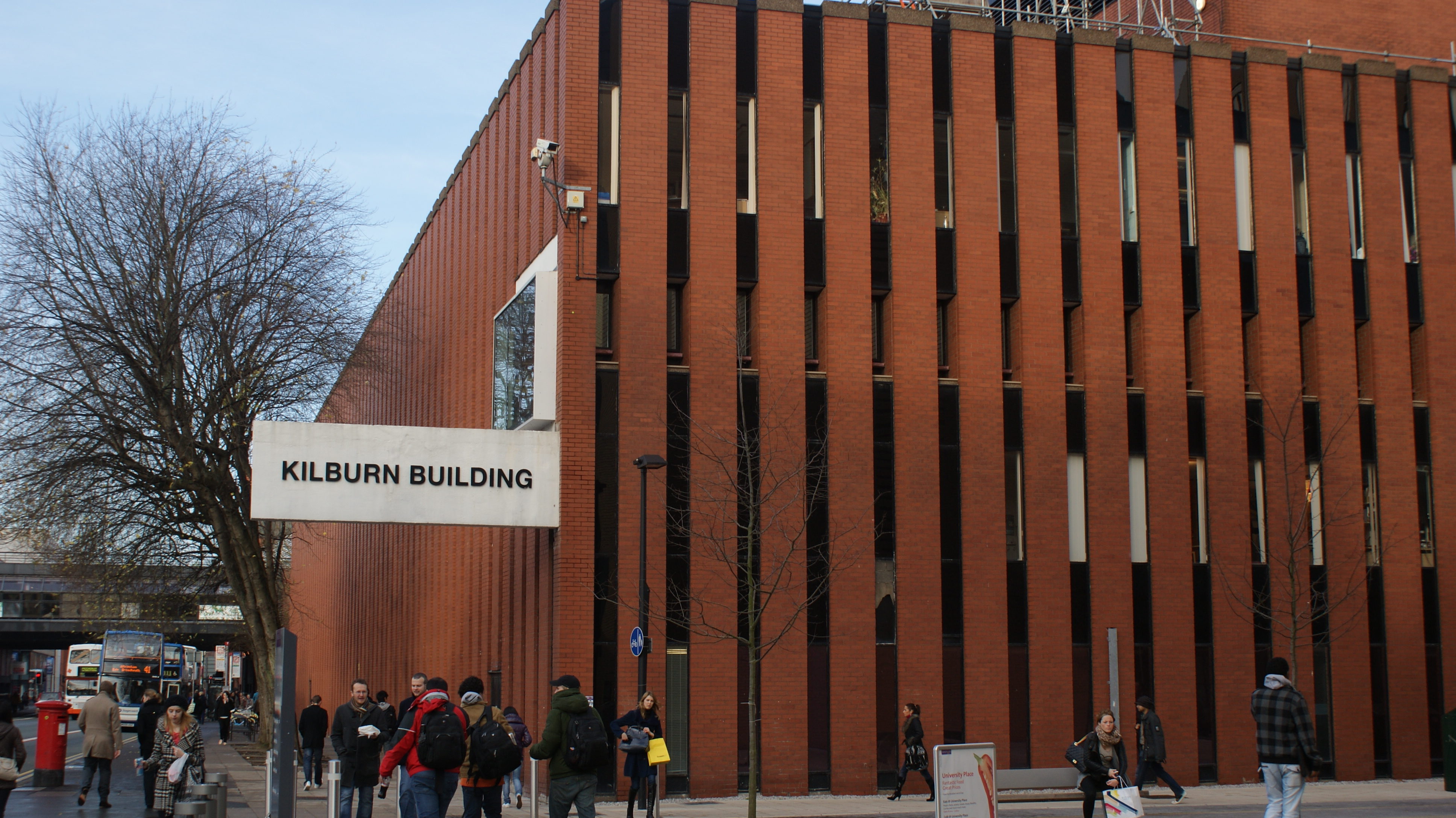
맨체스터 대학교 컴퓨터 공학부의 본거지인 킬번 건물은 Tom 킬번의 이름을 따서 명명되었다.

수년에 걸쳐 킬번은 수많은 상과 찬사를 받았다. 그는 1965년에 왕립 학회 (FRS)의 펠로우,  1974년에 영국 컴퓨터 학회의 특별 연구원,  컴퓨터 역사 박물관의 펠로우로 선출되었다. 디지털 스토리지, 가상 메모리 및 다중 프로그래밍" 2000.  그는 1973년 대영제국 최고 훈장(CBE)으로 추대되었고,  1979년에는 바스 대학교에서 명예 이학박사 학위를 받았다.